# Михаел Щифел
Михаел Щифел (на немски: Michael Stifel) е германски духовник и математик.
Роден е през 1487 година в Еслинген. В ранна възраст се включва в Августинския орден и през 1511 година е ръкоположен за свещеник. Той става един от първите последователи на Мартин Лутер в ранния период на Реформацията. През 1544 година публикува „Обща аритметика“ („Arithmetica integra“), в която систематизира концепцията за отрицателните числа и която съдържа таблица със степените на 2, смятана за ранен предшественик на логаритмичните таблици. През 1558 година става първият професор по математика в новосъздадения Йенски университет.
Михаел Щифел умира на 19 април 1567 година в Йена.